# Jakob Þór Einarsson
Jakob Þór Einarsson, (født 14. januar 1957, Island) er en islandsk skuespiller.

## Filmografi i udvalg
- 1984 – Når ravnen flyver
- 1980 – Óðal feðranna